# Municipio de Varakļāni
El municipio de Varakļānu (en Letón: Varakļānu novads) es uno de los 36 municipios de Letonia, que abarca una pequeña porción del territorio de dicho país báltico. Fue creado durante el año 2009 después de una reorganización territorial. La ciudad capital es la ciudad de Varakļāni.

## Ciudades y zonas rurales
- Murmastienes pagasts (zona rural)
- Varakļāni (ciudad)
- Varakļānu pagasts (zona rural)

## Población y territorio
Su población se encuentra compuesta por un total de 3.941 personas (2009). La superficie de este municipio abarca una extensión de territorio de unos 279 kilómetros cuadrados. La densidad poblacional es de 14,13 habitantes por cada kilómetro cuadrado.